# MENA

Jak często kraje/terytoria są uwzględniane w definicjach MENA/WANA.

MENA – akronim w języku angielskim, odnoszący się do Bliskiego Wschodu i Afryki Północnej (ang. Middle East and North Africa). Jest alternatywnie określany jako WANA (Azja Zachodnia i Afryka Północna; ang. West Asia and North Africa). Często używany w środowisku akademickim, planowaniu wojskowym, pomocy w przypadku katastrof, planowaniu środków przekazu (jako region nadawania) i w piśmiennictwie biznesowym. Ponadto kraje regionu mają wiele podobieństw kulturowych, gospodarczych i środowiskowych; na przykład będą w nich odczuwalne niektóre z najbardziej ekstremalnych skutków zmiany klimatu.
Istnieją także określenia szersze geograficznie niż MENA, np. MENAP lub Większy Bliski Wschód, który obejmuje również kraje Azji Południowej, Afganistan i Pakistan. Z kolei termin MENAT wyraźnie obejmuje Turcję, która zwykle jest wykluczona z definicji MENA, mimo że Turcja jest prawie zawsze uważana za część „Bliskiego Wschodu”.